# 慢动作
慢動作（slow motion）也称慢镜头，是在電影製作中特意将一段动态影像的播放时间延长至录像时间的数倍后，由此產生時間似乎成倍減慢的视觉效果，是在20世紀初由奧地利牧師兼物理学家奥古斯特·穆斯格（1868～1929）發明的一种特效手法。
通常情況下，這種風格是在每個電影幀以比播放速度快得多的速度捕捉時實現的。當以正常速度重播時，時間似乎變得更慢。用於創建慢動作膠片的術語是快拍慢動作播放，指的是以比正常速度更快的速度（即，比每秒24幀更快）手動啟動早期相機。慢動作也可以通過以較慢的速度播放通常錄製的素材來實現。這種技術更經常應用於經受即時重播的視頻而不是電影。使用當前計算機軟件後處理（使用Twixtor等程序）正在變得普遍的第三種技術是製作數字插值幀在實際拍攝的幀之間平滑過渡。通過組合技術可以進一步減慢運動速度，在超幀幀之間進行插值。實現超慢動作的傳統方法是通過高速攝影，這種更複雜的技術使用專用設備記錄快速現象，通常用於科學應用，隨著科技日新月異，很多新手機都加入此功能，例如：2014年的蘋果iPhone 6系列能拍攝240 fps（即每秒240幀）的影片，2017年的Sony Xperia XZ Premium則可達960 fps。
慢動作在現代電影製作中無處不在。它獲導演用來實現不同的效果。一些經典的慢動作拍攝的題材包括：
- 各種體育活動，展示技巧和風格。
- 重新奪回運動比賽中的關鍵時刻，通常為即時重播。
- 自然現象，例如一滴水碰到玻璃杯。

慢動作也可以用於藝術效果，創造一種浪漫或懸念式的光環或時刻重點。比如，弗謝沃羅德·普多夫金在The Deserter的一個自殺場景中使用了慢動作，在這個場景中，一個跳入河中的男人似乎受緩慢飛濺的波浪吸引。另一個例子是變臉，其中吳宇森在一群飛行鴿的運動中使用了相同的技術。在電影中駭客任務通過使用多台攝像機將該效果應用到動作場景中，以及在其他場景中將慢動作與實際動作混合在一起，取得了明顯的成功。日本導演黑澤明是1954年電影七武士中使用這種技術的先驅。美國導演山姆·畢京柏是另一個使用慢動作的經典愛好者。該技術尤其與爆炸效果鏡頭和水下鏡頭相關。
慢動作的相反是縮時攝影。電影攝影師用的縮時攝影運動為慢拍快動作播放，因為它最初是通過比平常緩慢地啟動手搖相機而實現的。它通常用於漫畫或偶爾的文體效果。極快的運動稱為縮時攝影；每隔幾個小時就會拍攝一片生長的植物；當幀以正常速度播放時，植物在觀賞者面前生長一樣。
在電影的發明之前，慢動作的概念可能已經存在：日本戲劇形式能劇採用慢動作。

## 慢動作如何運作
現代電影攝影可以通過兩種方式實現慢動作。兩者都涉及相機和投影儀。投影機是指電影院中的經典電影放映機，但相同的基本規則適用於電視屏幕和以固定幀速率顯示連續圖像的任何其他設備。

### 快拍慢動作播放

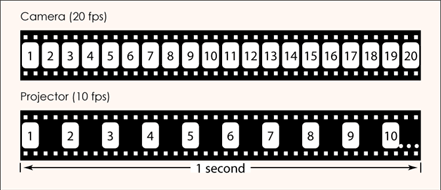

在圖中已選擇每秒10幀（幀/秒）的投影的速度，實際上是在24幀/秒的速度投影，製作快拍慢動作的設備相當罕見，但在專業設備可用。

### 時間延長

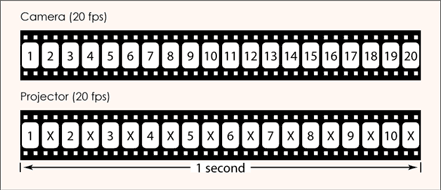
此幀標示的框架X是製作虛構幀數。

後期製作中實現了第二種慢動作。這稱為時間延長。這種慢動作是通過在實際拍攝的幀之間插入新幀來實現的。這種效果類似於超速，因為實際動作發生時間較長。
由於必要的框架從未拍過，所以必須製作虛構新框架。有時候新的幀只是重複前面的幀，但更多的時候是通過在幀之間進行插值來創建的。（通常這種內插實際上是靜止幀之間的短暫消失）。存在許多複雜的算法，其可以跟踪幀之間的動作並生成該場景的中間幀。它與半速相似，並不是真正的慢動作，而只是每個幀的更長的顯示。

### 在動作片
慢動作廣泛應用於動作片中以獲得戲劇效果，以及著名的防彈效果，由駭客任務;普及。形式上，這種效應稱為速度提升，並且是相機的拍攝幀速率隨時間變化的過程。例如，如果在拍攝10幀/秒的過程中，拍攝幀速率從每秒60幀調整到每秒24幀，當以每秒24幀的標準電影速度播放時，實現了獨特的幀率時間操縱效果。例如，有人推開門或在街道行走會以慢動作播放，但在幾秒鐘之後，在同一鏡頭中，該人會“正常速度”走路速度，相反的速度提升在駭客任務中當Neo第一次看到Oracle。當他從倉庫出來的時候，相機以正常速度放大到Neo，但隨著它接近Neo的臉，時間似乎減慢，也許在視覺上突出了Neo的反映時刻，並且可能暗指在未來電影中駭客任務會使用時間操縱效果。

### 在廣播

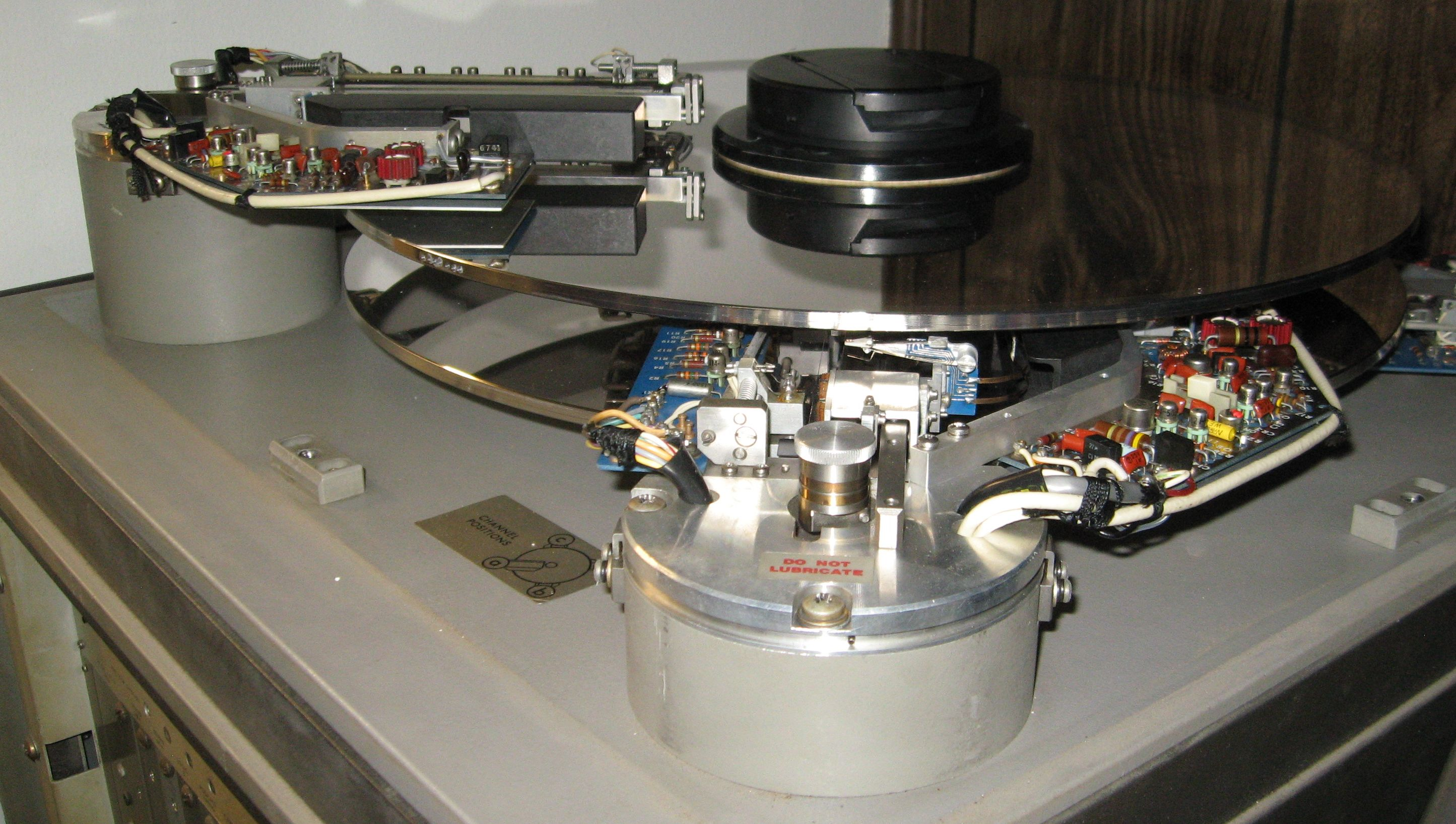
HS-100 at DC Video

慢動作在體育廣播中得以廣泛使用，它在這個領域的起源可以追溯到電視的最早時期，例如，1939年歐洲重量級冠軍，Max Schmeling在71秒內擊倒了Adolf Heuser。
在即時回放中，慢速回放現在通常用於詳細顯示某些動作（精彩賽事回看，沖終點線視頻，足球...）。一般來說，它們都是由视频服务器和特殊控制器所組成的，第一台采用该功能的是Ampex Ampex HS-100磁带录像机。使用了C类录像带帶有慢動作選項的錄像機。有一些特殊的高帧率電視系統（300 fps）可以提供更高質量的電視慢動作，300 FPS可以轉換為50和60 FPS傳輸格式。

### 在科學使用
在科學和技術應用中，通常需要通過非常大的因素來減緩運動，例如檢查核爆炸的細節。例如，有時會發布一些例子，例如一個彈出氣球的子彈。

## 另見
- 縮時攝影
- 電影術語列表（英语：Index of articles related to motion pictures）
- 子弹时间
- 视频服务器（英语：Video server）